# Сен-Жиль (Гар)
Сен-Жиль (фр. Saint-Gilles) — коммуна во Франции, находится в регионе Лангедок — Руссильон. Департамент — Гар. Входит в состав кантона Сен-Жиль. Округ коммуны — Ним.
Код INSEE коммуны — 30258.
Коммуна расположена приблизительно в 600 км к югу от Парижа, в 50 км восточнее Монпелье, в 19 км к югу от Нима.

## История
Город получил своё название от знаменитого аббата Жиля Отшельника. Аббатство, основанное, как считается, на его могиле, стало центром паломничества и одним из пунктов остановки пилигримов на пути в Сантьяго-де-Компостела из Арля.

## Население
Население коммуны на 2008 год составляло 13 507 человек.
| 1962 | 1968 | 1975 | 1982 | 1990   | 1999   | 2008   |
| ---- | ---- | ---- | ---- | ------ | ------ | ------ |
| 6721 | 8742 | 8679 | 9887 | 11 304 | 11 626 | 13 507 |

## Администрация
| Период | Период | Фамилия          | Партия                                                   | Примечания |
| ------ | ------ | ---------------- | -------------------------------------------------------- | ---------- |
| 1971   | 1977   | Реми Фор         | Разные правые                                            |            |
| 1983   | 1989   | Луи Жирар        | центрист                                                 |            |
| 1989   | 1992   | Шарль де Шамбрён | Национальный фронт                                       |            |
| 1992   | 2008   | Ролан Гронши     | Союз за французскую демократию Союз за народное движение |            |
| 2008   | 2010   | Оливье Лапьер    | Союз за народное движение                                |            |
| 2010   | 2014   | Ален Гедо        | Социалистическая партия                                  |            |

## Экономика
В 2007 году среди 8932 человек в трудоспособном возрасте (15-64 лет) 5788 были экономически активными, 3144 — неактивными (показатель активности — 64,8 %, в 1999 году было 67,3 %). Из 5788 активных работали 4640 человек (2781 мужчина и 1859 женщин), безработных было 1148 (525 мужчин и 623 женщины). Среди 3144 неактивных 817 человек были учениками или студентами, 791 — пенсионерами, 1536 были неактивными по другим причинам.

## Достопримечательности
- Аббатство Сен-Жиль[англ.] (XII век). Исторический памятник с 1949 года[3]
- Церковь Сен-Жиль (XII век). Исторический памятник с 1840 года[4]
- Замок Эспейран[фр.] (XIX век). Исторический памятник с 2009 года[5]
- Часовня Сент-Коломб (XII век). Исторический памятник с 1949 года[6]
- Старые улицы и дома XII—XIII веков

## Города-побратимы
- Альтопашо (Италия)

## Фотогалерея

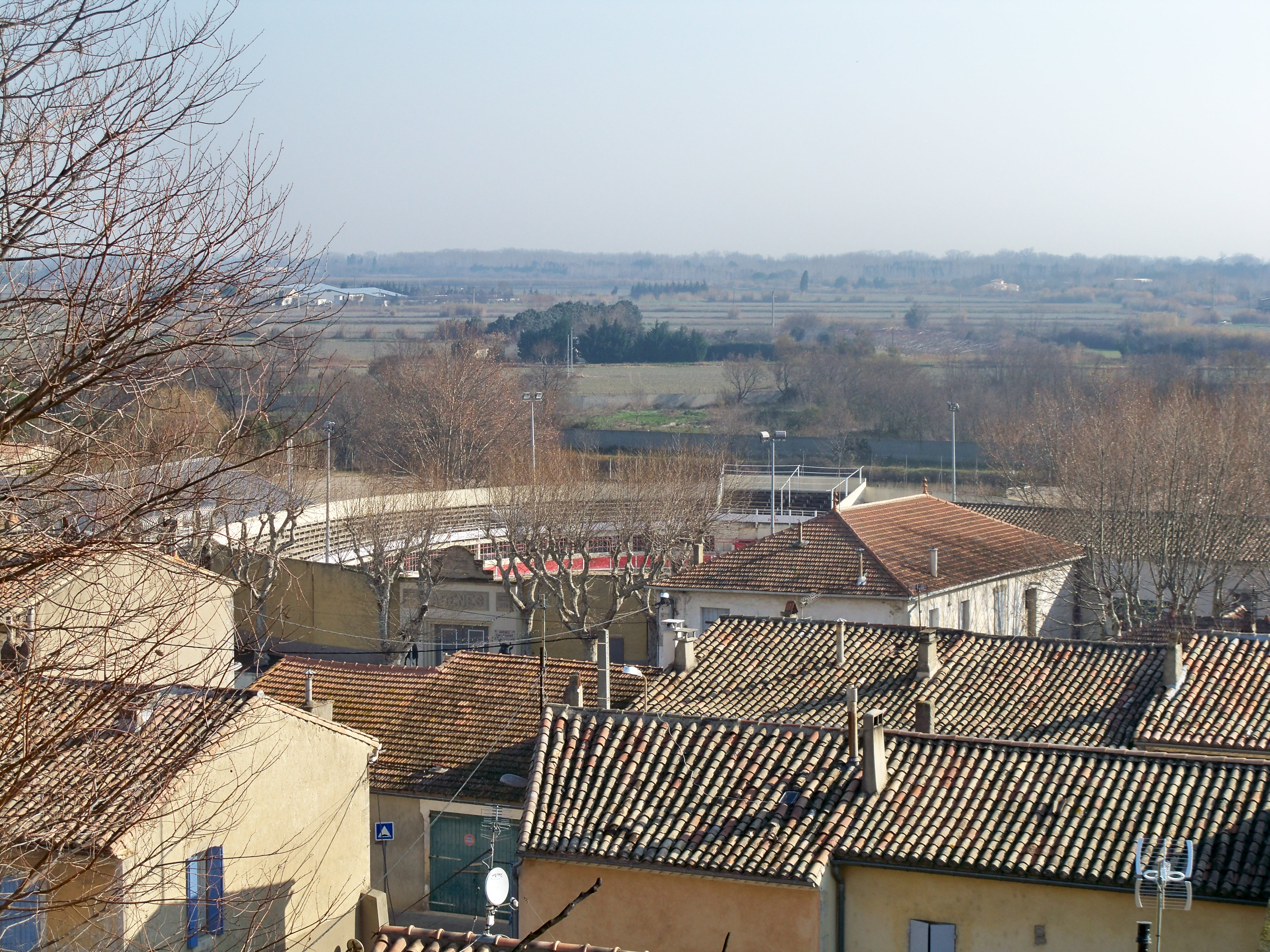
Сен-Жиль
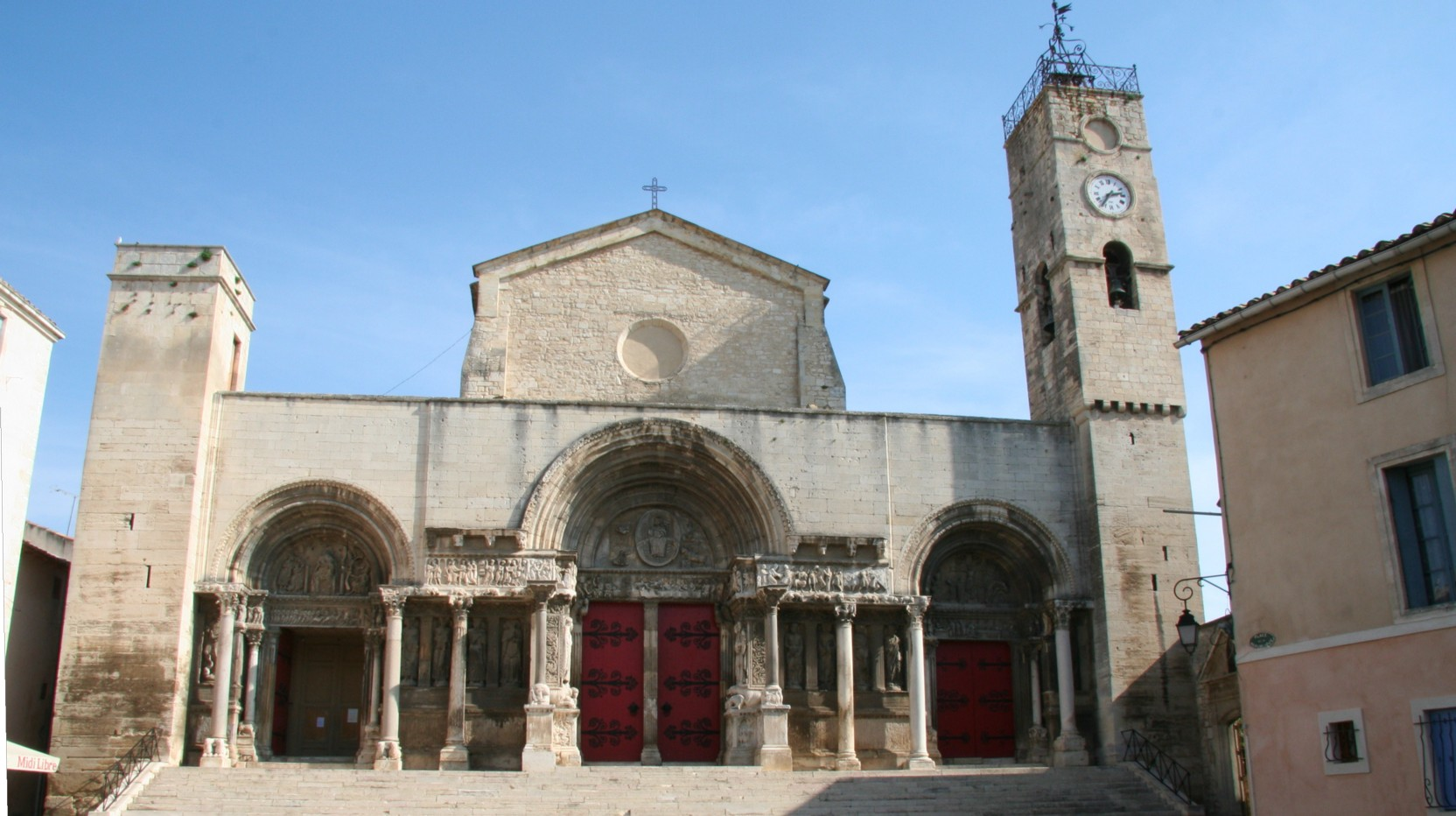
Аббатство Сен-Жиль
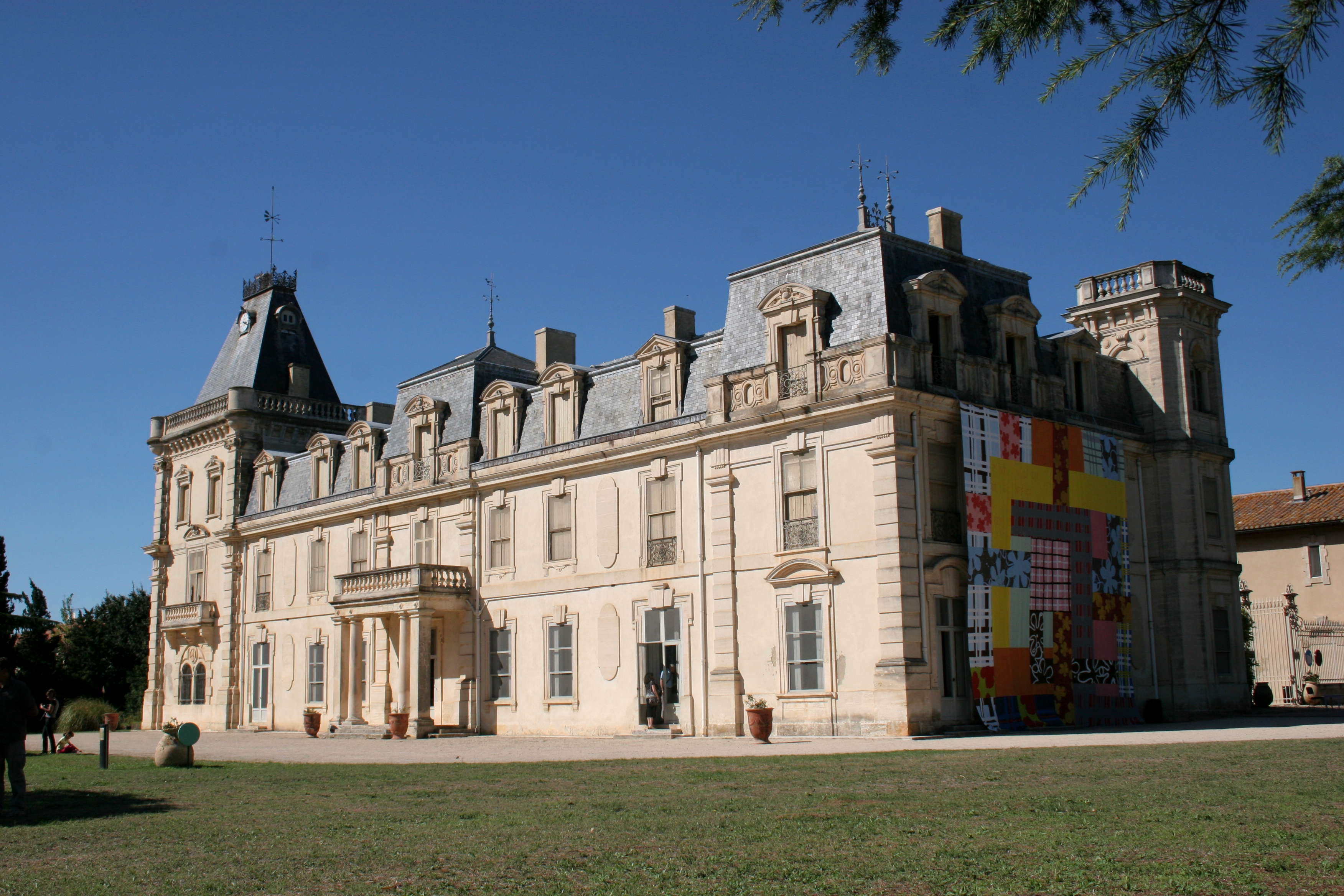
Замок Эспейран
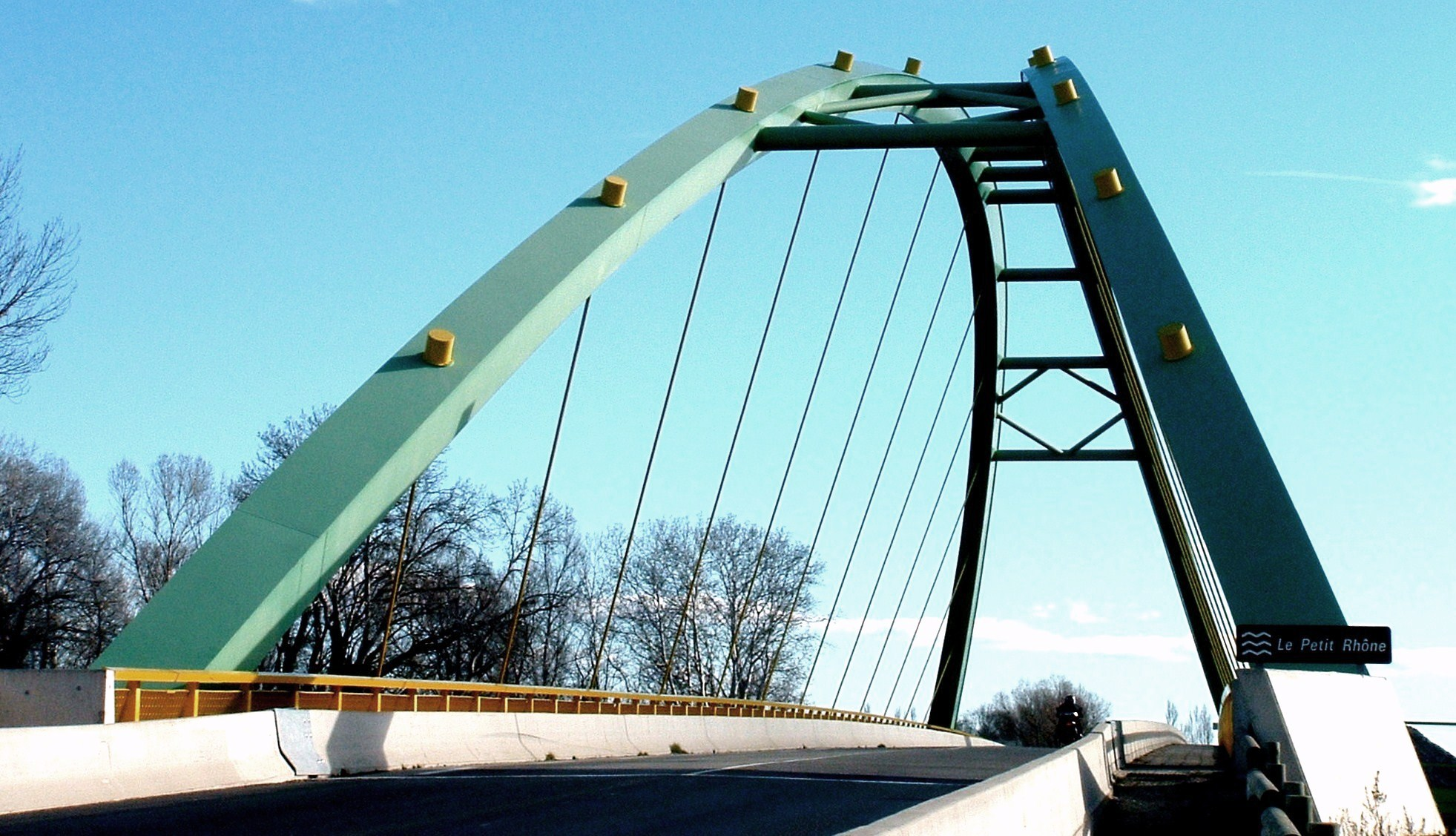
Мост
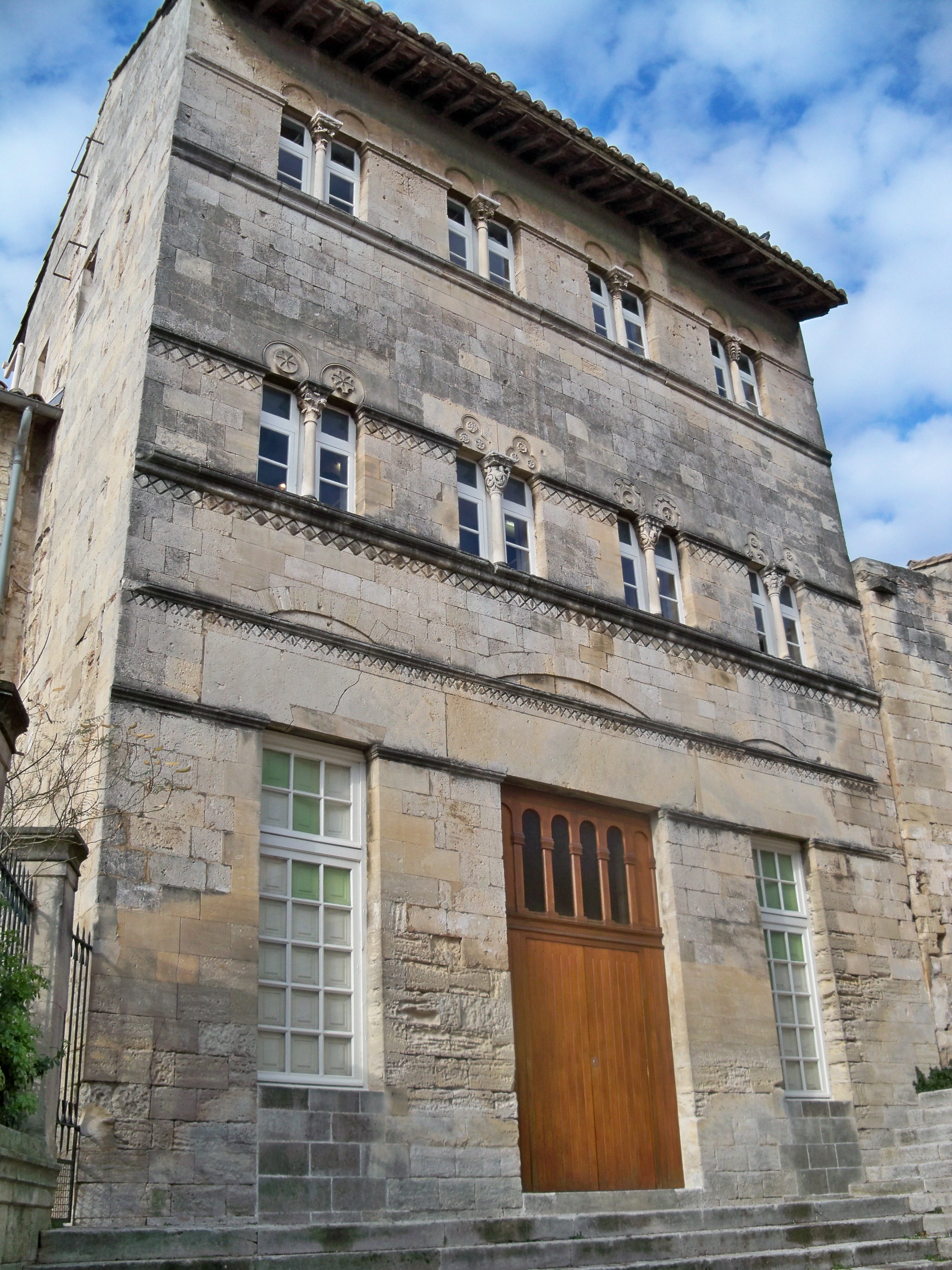
Дом XII века
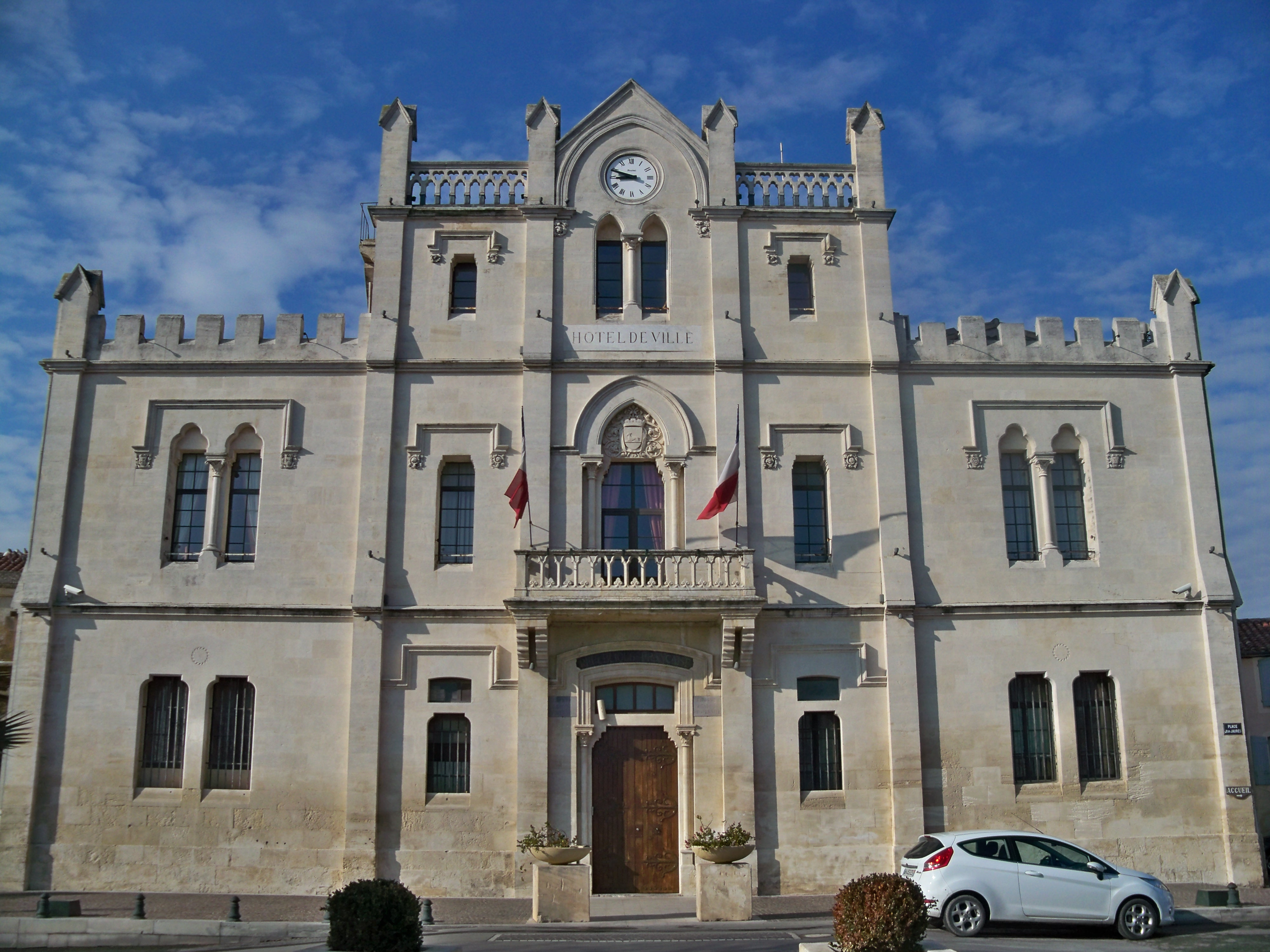
Мэрия